# Oulujoki

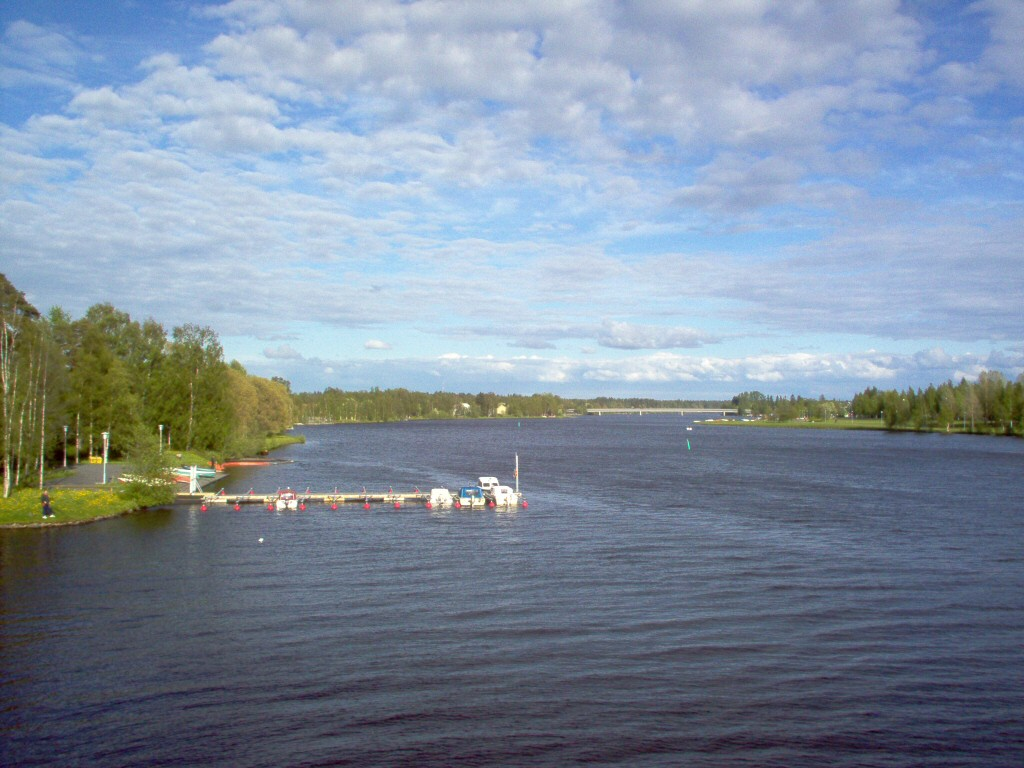
De Oulujoki in Oulu.

De Oulujoki (Zweeds:Ule älv) is een rivier in de provincie Oulu in het noorden van Finland. De rivier komt uit het meer Oulujärvi en mondt bij de stad Oulu in de Botnische Golf uit. De rivier is 107 kilometer lang. De Oulujoki is een belangrijke transportroute voor hout en teer én een belangrijke energiebron.
- Library of Congress Control Number: sh94005141
- Nationale Bibliotheek van Israël: 987007544482305171
- Virtual International Authority File: 315134293
- WorldCat: E39PBJj8T6vrWyTKCQWGJVPJDq